# Mersey (schip, 1894)
De Mersey was een zeilschip met een ijzeren romp. Het werd op 18 mei 1894 te water gelaten voor de reder  Nourse Line. 
Het werd gebouwd door Charles Connell and Company uit Glasgow en vernoemd naar de rivier Mersey in het noordwesten van Engeland.
Het schip had een gewicht van 1.829 ton, een lengte van 82,5 meter, breedte van 12 meter en een diepte van 6,9 meter. 

## Migranten
Nourse Line gebruikte dit schip voornamelijk om Indiase contractarbeiders naar de koloniën te vervoeren. Details van enkele van deze reizen zijn als volgt:
| Bestemming | Datum van aankomst | Aantal passagiers | Sterfgevallen tijdens de reis |
| ---------- | ------------------ | ----------------- | ----------------------------- |
| Suriname   | 10 april 1896      | n.b.              | n.b.                          |
| Trinidad   | 20 oktober 1897    | 668               | 11                            |
| Suriname   | 28 januari 1902    | n.b.              | n.b.                          |
| Fiji       | 13 juni 1903       | 585               | n.b.                          |
| Trinidad   | 8 februari 1906    | 665               | 5                             |

## Latere eigenaren
In 1908 werd de Mersey verkocht aan de White Star Line voor gebruik als opleidingsschip voor 60 cadetten. Het opleidingsschip maakte zes reizen naar Australië. In 1910 werd dit het eerste zeilschip dat werd uitgerust met een radio. Het was ook het eerste zeilschip waarop aan boord een operatie voor een blindedarmontsteking werd uitgevoerd.
In 1915 stopte de White Star Line met het trainingsprogramma vanwege de Eerste Wereldoorlog en werd het schip verkocht aan Noorse eigenaren. Hierna wijzigde het nog enkele keren van eigenaar en werd de naam veranderd in Transatlantic en daarna in Dvergso. Het schip werd in 1923 gesloopt.